# Udo Zimmermann
Udo Zimmermann (ur. 6 października 1943 w Dreźnie, zm. 22 października 2021 tamże) – niemiecki muzykolog, dyrygent, kompozytor i reżyser operowy. Pracował jako profesor kompozycji. Założył centrum muzyki współczesnej w Dreźnie, był dyrektorem Opery Lipskiej i Deutsche Opera w Berlinie. Wyreżyserował serię muzyki współczesnej dla europejskiego centrum sztuki w Hellerau. Jego opery, zwłaszcza Weiße Rose, były wystawiane i nagrywane na całym świecie.

## Życiorys
Urodzony w Dreźnie Zimmermann był członkiem Dresdner Kreuzchor od 1954 do 1962, po ukończeniu matury. Odkryty przez Rudolfa Mauersbergera Zimmermann zanurzył się w twórczości Jana Sebastiana Bacha i nauczył się ekspresji wokalnej, która stała się przedmiotem jego własnych kompozycji. Napisał trzy motety, które były wykonywane przez chór, w tym „Vaterunserlied” w 1959.
Zimmermann zmarł w Dreźnie w wieku 78 lat po długiej chorobie.